# Bogdănești (gmina w okręgu Suczawa)
Bogdănești – gmina w Rumunii, w okręgu Suczawa. Obejmuje tylko jedną miejscowość Bogdănești. W 2011 roku liczyła 3909 mieszkańców.